# Valdiviomyia nigra
Valdiviomyia nigra är en tvåvingeart som först beskrevs av Shannon 1927.  Valdiviomyia nigra ingår i släktet Valdiviomyia och familjen blomflugor. Inga underarter finns listade i Catalogue of Life.